# Св. св. Сергий и Вакх (Шкодра)
„Свети Сергий и Вакх“ е разрушен днес католически манастир на Бенедиктинския орден край село Ширдж в северна Албания.
Според Дуклянската летопис на мястото на бенедиктинския манастир през XI век има православен, в който са погребани видни представители на династията Воиславлевичи. Католическият манастир е основан през 1290 година от Елена Анжуйска, съпруга на сръбския крал Стефан Урош I. Манастирът функционира поне до XVII век, като останки от стенописите на църквата му са запазени до началото на XX век.